# Британская кухня

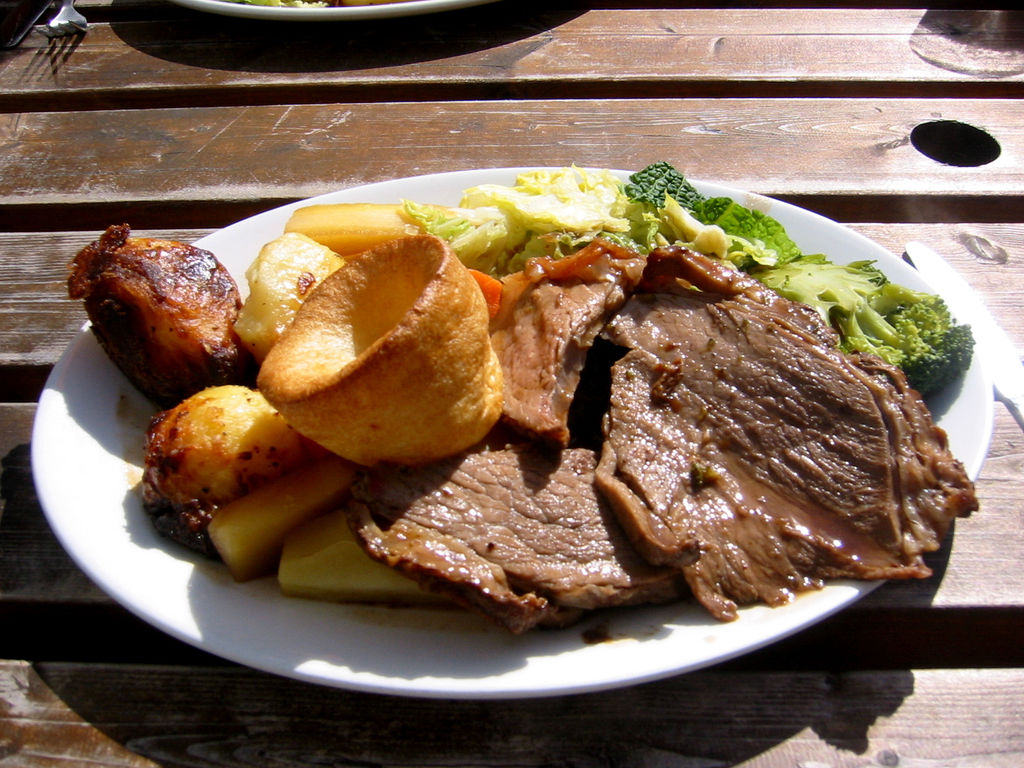
Воскресное жаркое, состоящее из ростбифа, жареного картофеля, овощей и йоркширского пудинга

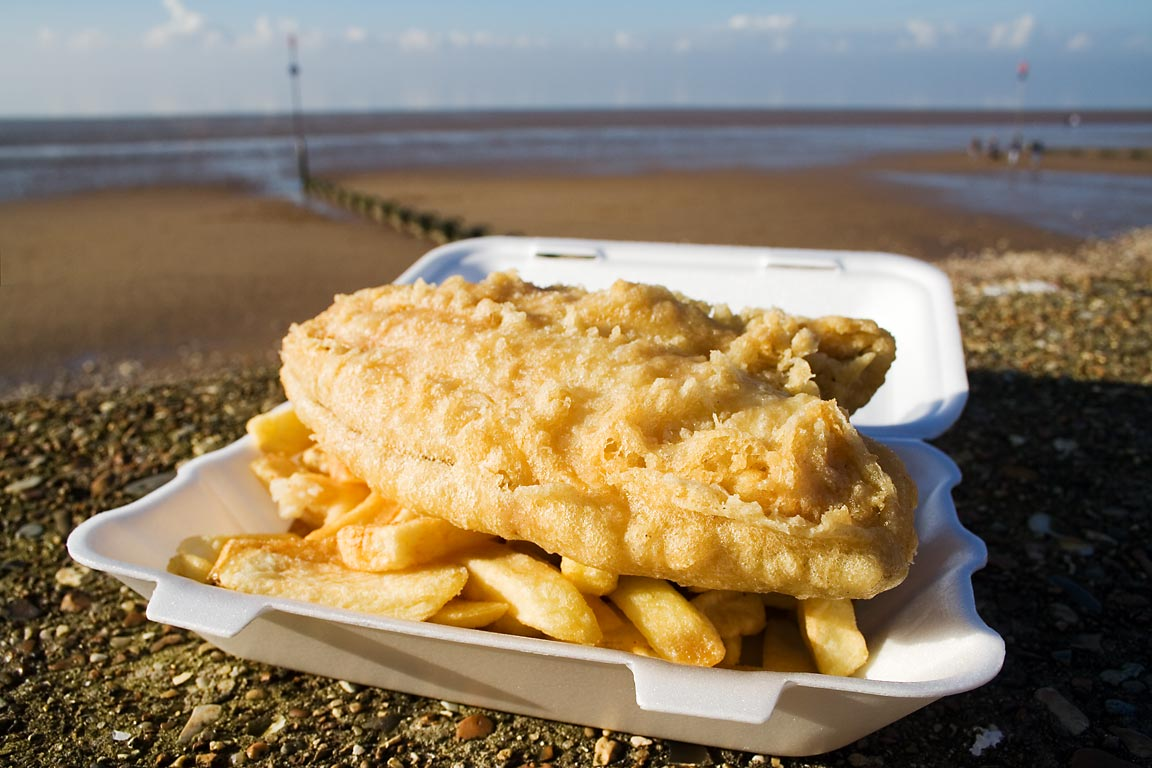
Рыба и картофель фри — популярная «еда навынос» в Америке и Соединённом Королевстве

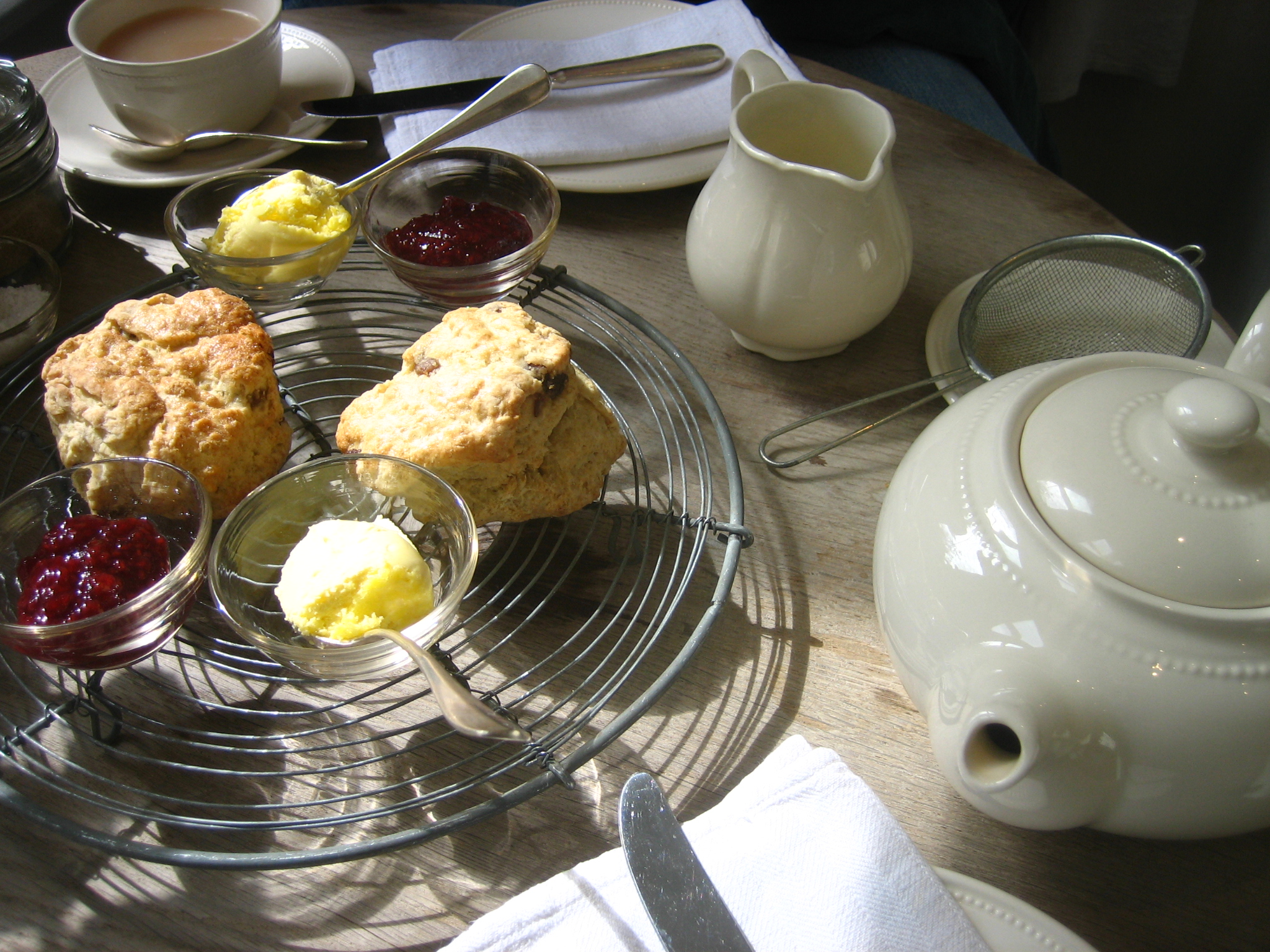
Обычай послеобеденного чаепития с булочками-сконами имеет свои истоки в Британской империи

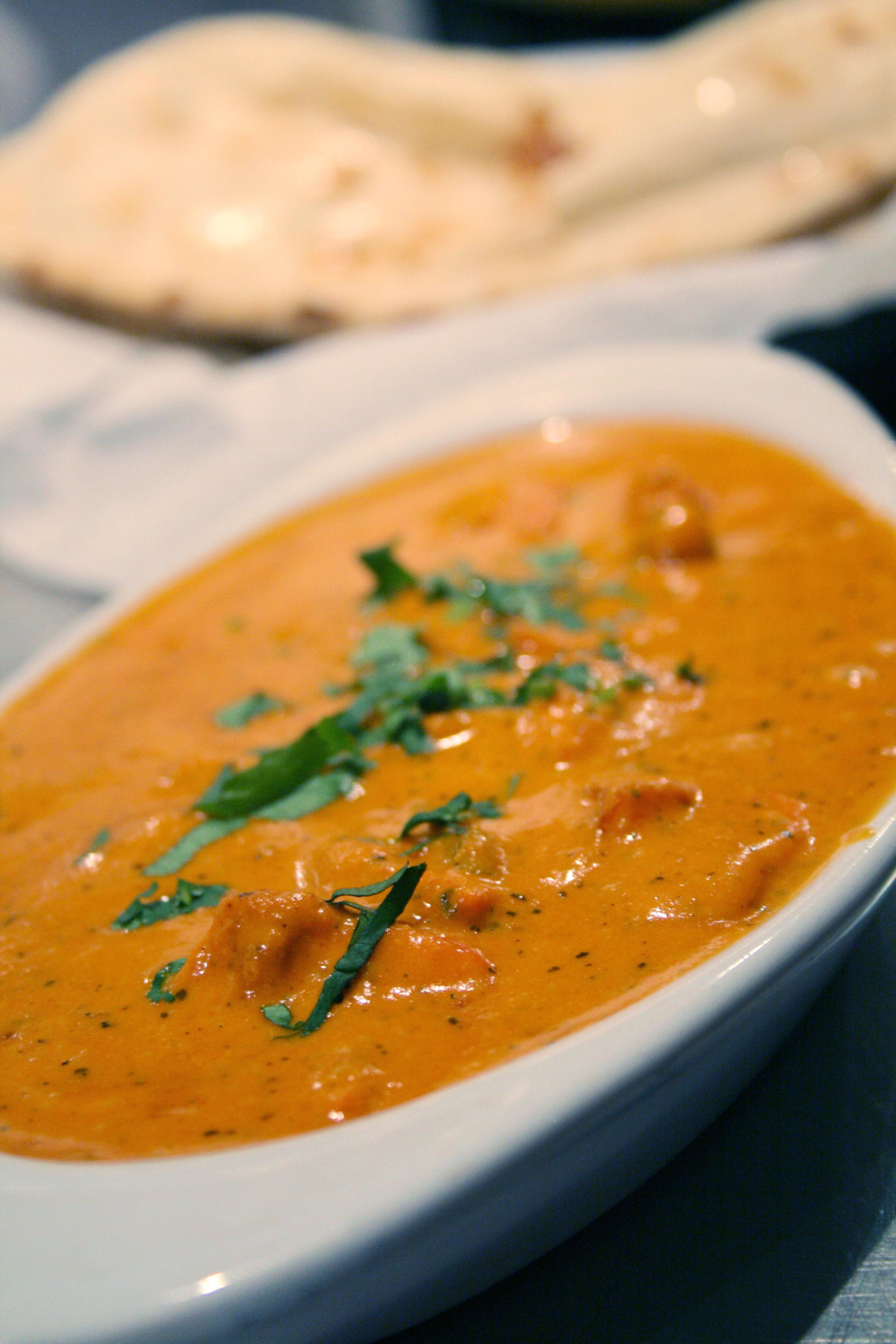
Англо-индийское блюдо из курицы — tikka masala

Британская кухня (англ. British cuisine) — практика и традиции приготовления пищи в Великобритании. За британской кухней утвердилась репутация не слишком утончённой, но уделяющей внимание качеству ингредиентов, которые обычно местного производства. Соусы и приправы традиционной британской кулинарии также сравнительно просты и их используют, чтобы подчеркнуть естественный вкус пищи, а не изменить его. В эпоху расцвета Великобритании как колониальной державы, британская кухня подверглась сильному влиянию кулинарии «заморских» стран, в первую очередь Индии. Так, например, англо-индийское блюдо из курицы — tikka masala — считается настоящим британским «национальным блюдом». За британской кухней утвердилась стигма «лишённой воображения и тяжёлой», она получила международное признание только в качестве полноценного завтрака и традиционного Рождественского обеда. Такая репутация особенно укрепилась в периоды Первой и Второй мировой войн, когда в Великобритании правительство вводило рационирование продовольствия. Традиционными британскими блюдами являются рыба и картофель фри, картофельная запеканка с мясом и пюре.
Британская кухня имеет ряд национальных и региональных вариантов, как например английская кухня, шотландская кухня, валлийская кухня, гибралтарская кухня и англо-индийская кухня, каждая из которых разработали свои собственные региональные или местные блюда, многие из которых получили названия по местам происхождения продуктов, такие как сыр Чешир, манчестерский тарт, йоркширский пудинг и валлийские гренки с сыром.

## Терминология
Название некоторых кулинарных терминов и продуктов в английском и русском языках может быть созвучно, но не соответствовать их значению. В связи с этим часто возникает путаница среди составителей англо-русских меню или переводов рецептов для кулинарных книг (т. н. лингвистическая проблема «ложных друзей переводчика»). Некоторые примеры правильного и неправильного написания кулинарных терминов и продуктов:
| Русск. кулинарный термин                                                     | Соответствующий англ. кулинарный термин                        | Англ. слово созвучное русск. термину, но с другим значением                                                      |
| Батон (хлебобулочное изделие)                                                | (Long) Loaf of bread                                           | Baton [´bætɒn] («дирижёрская палочка», «полицейская дубинка» и др.)                                              |
| Бифштекс (обычно, котлета из рубленного мяса)                                | Burger                                                         | Beefsteak [bi:f´steik] («жаренный стейк»)                                                                        |
| Бисквит (кондитерское тесто и пироженое)                                     | Sponge cake Cake                                               | Biscuit [´biskit] («сухое, сладкое/не сладкое печенье» типа галет)                                               |
| Бульон (жидкий навар из мяса, рыбы или овощей)                               | Broth Clear soup                                               | Bullion [´buljən] («слиток золота», «слиток серебра»)                                                            |
| Вино (алкогольный напиток)                                                   | Wine                                                           | Vine [vain] («виноградная или другая лоза»)                                                                      |
| Деликатес (редкое, вкусное блюдо)                                            | Delicacy Dainty Delicatessen (амер., редко)                    | Delicatessen [ˌdelikə´tesən], сокр. Deli («торговая лавка деликатесами» типа гастронома/кулинарии)               |
| Кабачок (овощ)                                                               | Marrow Squash                                                  | Cabbage [´kæbiʤ] («кочанная капуста»)                                                                            |
| Какао (порошок)                                                              | Cocoa                                                          | Cacao [kæ´kau] («растение какао» и «какао-бобы»)                                                                 |
| Какао (напиток)                                                              | Hot chocolate Chocolate Cocoа                                  | Cacao [kæ´kau] («растение какао» и «какао-бобы»)                                                                 |
| Консервирование/консервы (способ сохранения продуктов и сами такие продукты) | Tinned goods Canned goods (амер.) Preserves (домашн. консерв.) | Conserve [kən´sɜːv] («сохранять природу», животных и т. п., «экономить»)                                         |
| Коньяк (в странах СНГ любой бренди)                                          | Brandy                                                         | Cognac [´kɒnjæk] (разновидность бренди, производимый из определённых сортов винограда во франц. регионе Шаранта) |
| Котлета (обычно, мясное блюдо из фарша в виде лепёшки; вариант: отбивная)    | Burger Hamburger Rissole Chop (отбивная)                       | Cutlet [´kʌtlit] («плоский кусок мяса на кости», часто ягнятина или телятина)                                    |
| Ливер (мякотные субпродукты: сердце, печень, почки, диафрагма и трахея)      | Pluck Haslets Giblets (птичьи)                                 | Liver [´livə] («печень»)                                                                                         |
| Продукт (пища)                                                               | Food                                                           | Product [´prɒdʌkt] («продукт бизнеса», «товар» и др.)                                                            |
| Чипсы (тонкие ломтики картофеля, обжаренные во фритюре)                      | Crisps Potato chips (амер.)                                    | Сhips [tʃips] («картофель фри» и др.)                                                                            |

## Традиции приема пищи и типичные блюда
Утро начинается с традиционного английского завтрака, который включает в себя яичницу, сосиски и/или бекон, хлеб, томаты, грибы, фасоль в томатном соусе, омлет, овсяную кашу, паштет, хлопья, яйца всмятку. К еде подают крепкий чёрный чай с молоком или кофе.
Обед представляет собой сэндвичи с начинками, например тунец с кукурузой и майонезом, ветчину с сыром, курицу с соусом или яйцо с майонезом.
Знаменитая английская традиция пить в 5 часов вечера чай — Five o’clock tea, к которому подаются булочки с изюмом наподобие пасхальных пирогов, а также джем и сливочный крем, сегодня мало кем соблюдается.
На ужин в Соединённом королевстве предпочитают овощные супы-пюре (например, томатный), к которым подают кусочек хлеба с маслом. Из вторых блюд британцы любят стейки из говяжьей вырезки, разных вариантов прожарки, гарниром к которым выступают картофель или овощи.
Соусы в английской кухне практически не используются. В мире известна английская горчица.
Кроме того, у британцев существует традиция воскресного обеда Sunday Roast Carvery, которая также распространена в Австралии, Новой Зеландии, США и Канаде. Обычно в рамках такой трапезы подают жареное мясо (индейку, говядину, курицу, свинину или баранину) с овощами, картофелем или йоркширским пудингом (традиционный пудинг графства Йоркшир, готовящийся из кляра и подаваемый до основного блюда, с подливкой и ростбифом).
В список популярных английских блюд входят рыба (зачастую жареная треска) и картофель фри, которые продаются в магазинах fish and chips.
- Cornish pasty — небольшой овальный печёный пирог из теста, нередко слоеный, со всевозможными начинками; классическим считается вариант с картофелем, луком и кусочками говядины. Также популярны пироги с сыром, курицей и свининой.
- Scotch egg (яйца по-шотландски) — вареные яйца, которые обмазывают мясным фаршем, а после обжаривают в панировочных сухарях.
- Cottage pie (или shepherd’s pie, «пирог пастуха») — запеканка из картофельного пюре, начинённая говяжьим фаршем.
- Крэкеты с сыром
- Ростбиф — большой кусок говядины, который запекается в духовом шкафу
- Бутерброд с огурцами
- Овощные джемы
- Яблочные пироги

Помимо этого, в разных регионах Великобритании имеются свои деликатесы:
- Уэльс — ягненок под мятным соусом
- Шотландия — овсяная каша с мясом и специями
- Англия — стейки
- Северная Ирландия — форель

## Хронология появления продуктов и способов кулинарии в Великобритании

### Предыстория (до43 года)
- Хлеб из смеси зерен — около 3700 год до н. э.
- Овёс — 1000-е до н. э.
- Пшеница — около 500 год до н. э.
- Кролик — конец железного века / начало римской эпохи

### Римская эпоха (43 год—410 год)
- Яблоки
- Спаржа
- Сельдерей
- Лук
- Кориандр
- Огурцы
- Майоран
- Лук репчатый
- Пастернак
- Горох
- Фазан
- Розмарин
- Мята
- Репа
- Вино

### Средневековье до открытия Нового Света (410 год—1492 год)
- Копчёная рыба — начиная с IX века (импорт из Дании и Норвегии)
- Ржаной хлеб — эпоха викингов, около 500 года
- Персики (импортные) — англосаксонский период
- Апельсины — 1290 год
- Сахарный тростник — XIV век
- Морковь — XV век

### Период с1492 годапо1914 год
- Индейка — 1524 год
- Красный стручковый перец и петрушка — 1548 год
- Сахар-рафинад — 1540-е годы
- Лимон (первая зарегистрированная культивация) — 1577 год
- Персик (местная культивация) — XVI век
- Картофель — 1586 год
- Хрен — XVI век
- Чай — около 1610 года или позже
- Бананы (с Бермудских островов) — 1633 год
- Кофе — 1650 год
- Шоколад — 1650-е годы
- Мороженое — первое письменное упоминание в 1672 году
- Брокколи — начали употребляться с 1724 года.
- Помидор — начали употребляться в пищу в 1750-е годы
- Бутерброд — получил своё английское название (англ. sandwich) в XVIII веке
- Карри — впервые появилось в меню в 1773 году
- Ревень — стал употребляться в пищу в начале XIX века
- Первый индийский ресторан открыт в 1809 году
- Еда из трёх блюд (появился сервис фр. à la Russe) — около 1850 года
- Рыба и чипсы («фастфуд») — в 1858 или в 1863 году
- Marmite (приправа на основе пивных дрожжей) — 1902 год

### Период после1914 года
- Сахарная свёкла — 1914-1918 годы
- Нарезанный хлеб — 1930 год
- Первый китайский ресторан открыт в 1937 году